# Parafia Zwiastowania Pańskiego i św. Michała Archanioła w Sowinie
Parafia  Zwiastowania Pańskiego i świętego Michała Archanioła w Sowinie – parafia rzymskokatolicka, znajdująca się w diecezji kaliskiej, w dekanacie Pleszew.